# Cape Kinsey
Cape Kinsey är en udde i Antarktis. Den ligger i Östantarktis. Australien gör anspråk på området.
Terrängen inåt land är huvudsakligen kuperad, men den allra närmaste omgivningen är platt. Havet är nära Cape Kinsey åt nordväst. Trakten är obefolkad. 